# Gustav Deutsch

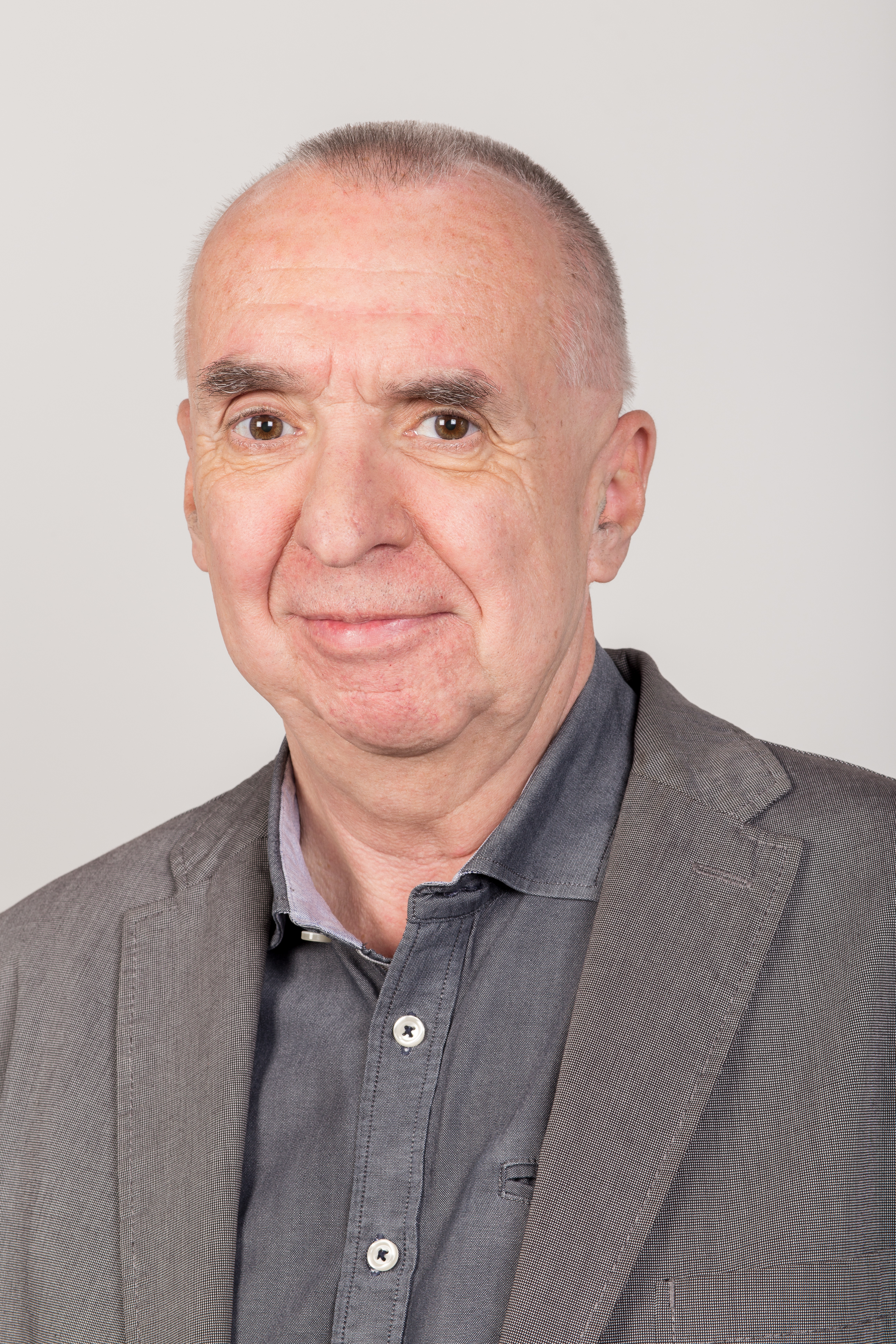
Gustav Deutsch (2016)

Gustav Deutsch (* 19. Mai 1952 in Wien; † 2. November 2019 ebenda) war ein österreichischer Filmkünstler. Er beschäftigte sich mit der Phänomenologie des Mediums Film und war ein Vertreter des Found-Footage-Films. Neben Film und Video umfassten seine künstlerischen Tätigkeitsfelder unter anderem Fotografie, Aktionen und Installationen sowie Architektur.

## Leben
Gustav Deutsch besuchte in Wien die Volksschule und das Gymnasium. Er begann sich während seiner Schulzeit künstlerisch als Zeichner, Musiker und Fotograf zu betätigen. Nach der Matura studierte Deutsch ab 1970 Architektur an der Technischen Universität Wien. 1976 nahm er aktiv an der Arena-Besetzung teil. Im Rahmen seines Studiums war er mehrere Monate lang vor Ort an den Wiederaufbauarbeiten nach dem Erdbeben von Friaul 1976 beteiligt. Er schloss sein Studium 1979 mit einer Diplomarbeit über eine Wohnbebauung auf der Hohen Warte ab.
Deutsch verwirklichte ab 1980 als Mitglied der Medienwerkstatt Wien Videoarbeiten mit Schwerpunkt auf experimentelle Dokumentarfilme, vielfach in intensiver Zusammenarbeit mit Ernst Michael Kopper.  Der Filmregisseur und -theoretiker Peter Tscherkassky klassifiziert die österreichischen Avantgardefilmschaffenden anhand des jeweiligen Beginns ihrer Laufbahn. Tscherkassky zählt Gustav Deutsch, der zu Beginn der 1980er Jahre beim Film aktiv wurde, deshalb zur „dritten Generation“ des österreichischen Avantgardefilms, in die er auch Martin Arnold, Dietmar Brehm, Mara Mattuschka, Lisl Ponger und sich selbst einreiht.
Deutsch verließ 1983 die Medienwerkstatt Wien und wurde Mitglied der Künstlergruppe Der Blaue Kompressor. Seit 1981 war Hanna Schimek seine Lebenspartnerin, mit der er ab 1984 auch künstlerisch zusammenarbeitete. Er verwendete zunächst Video- und Super-8-Film und verlegte sich dabei im Lauf der 1980er Jahre von einem dokumentarischen auf ein konzeptuelleres Kino. In anderen künstlerischen Bereichen – er beschäftigte sich unter anderem mit Fotografie, Musik und Geräuschen, diversen Aktionen und nicht zuletzt mit Architektur – dauerte seine intensivste Schaffensperiode von den 1980er Jahren bis etwa Mitte der 1990er Jahre. Deutsch entwarf Schwitzhütten in Peygarten, Miesenbach, Irenental und Enzersfeld. Er gestaltete von 1983 bis 1987 mit der Gruppe Der Blaue Kompressor eine Parkanlage in Wiltz und wirkte 1991 im Rahmen der Veranstaltungsreihe Waschen und Baden im Wiener Wohn- und Kulturprojekt Sargfabrik an der Konzeption eines temporären Bades mit. Sein künstlerisches Wirken verband er mit zahlreichen Auslandsreisen, etwa im Zuge des Projekts Die Kunst der Reise nach Frankfurt am Main, London und Athen. Von 1985 bis 1994 hielt er sich mit Hanna Schimek wiederholt zu mehrmonatigen Aufenthalten in der Oase Figuig in Marokko auf, wo beide künstlerische Forschungsarbeiten und Ausstellungen realisierten. Seine Projekte zum Themenkreis Reisen und Fremde brachten ihm Auszeichnungen wie den österreichischen Förderungspreis für bildende Kunst 1992 (für Die Kunst der Reise, gemeinsam mit Hanna Schimek) und den Hauptpreis der dokumentART 1994 (für Augenzeugen der Fremde) ein.
Mit seinem 1990 erschienenen Film Adria Urlaubsfilme 1954–1968 (Die Schule des Sehens I) fand Gustav Deutsch zum Found-Footage-Film, der zu seiner zentralen künstlerischen Ausdrucksform wurde. Er gestaltete 1995 mit Film spricht viele Sprachen und 1996 mit Film ist mehr als Film die Trailer des Filmfestivals Viennale, auf dem er 1996 für Taschenkino mit dem Preis Neues Kino ausgezeichnet wurde. Deutsch wurde im selben Jahr Mitglied von sixpackfilm, eines Filmverleihs und Filmvermarkters für alternatives und experimentelles Filmschaffen aus Österreich. 1999 gestaltete er mit Tradition ist die Weitergabe des Feuers und nicht die Anbetung der Asche den Trailer des Filmarchiv Austria und erhielt den Österreichischen Würdigungspreis für Filmkunst. Mit Film ist. 1–6 (1998), Film ist. 7–12 (2002) und Film ist. a Girl & a Gun (2009) schuf er eine Werkreihe, die zu seinen meistbeachteten filmischen Arbeiten zählt. Mit dem ersten Teil gewann er damit unter anderem den Silver Spire Award des San Francisco International Film Festivals 2000 und den Hauptpreis des Ann Arbor Film Festivals 2000. Zudem wurde er zu zahlreichen Vorträgen, Meisterklassen und Workshops im In- und Ausland eingeladen. 2002 wurde er Mitglied des Wiener Filmveranstalters After Image Productions. Gustav Deutsch und Hanna Schimek riefen auf der griechischen Insel Ägina die Aegina Academy ins Leben, ein Forum für Kunst und Wissenschaft mit dem Ziel, zur Demokratisierung der Medien beizutragen. Die erste Aegina Academy im Jahr 2003 war dem Thema Light/Image/Reality gewidmet, die zweite im Jahr 2005 dem Thema Light/Image/Illusion. Im Südwesten der Insel ließ Deutsch in Zusammenarbeit mit dem Architekten Franz Berzl eine Camera obscura mit einem 360-Grad-Panorama errichten. Deutsch bereitete seine filmischen und fotografischen Arbeiten auch für die Präsentation in Ausstellungen auf. So war beispielsweise Film ist. als Acht-Kanal-DVD-Installation 2002 beim International Film Festival Rotterdam und bei Wien Modern im Künstlerhaus Wien zu sehen. Deutsch und Schimek gestalteten 2004 die Ausstellung Licht | Bild | Realität atlas im Lentos Kunstmuseum Linz, in der sie Bilder aus der Fotosammlung des Museums mit eigenen digitalen Fotografien kombinierten. Das Österreichische Filmmuseum widmete ihm 2009 eine Retrospektive. Deutsch wurde Mitglied der im selben Jahr gegründeten Akademie des Österreichischen Films. Sein Dokumentarfilm Shirley – Visionen der Realität feierte auf der Berlinale 2013 Premiere. Für dessen Szenenbild wurde er gemeinsam mit Hanna Schimek mit dem Österreichischen Filmpreis 2014 ausgezeichnet.  Er wurde am Ottakringer Friedhof bestattet.

## Werk

### Überblick
Zum zentralen Medium im künstlerischen Schaffen Gustav Deutschs entwickelte sich der Found-Footage-Film, wodurch er sich in die Tradition von Bruce Conner und Ken Jacobs stellte. Seine Leistung besteht einerseits im Auffinden von geeignetem Material, das er gemeinsam mit Hanna Schimek bei aufwendigen Recherchen in vornehmlich österreichischen und deutschen Filmarchiven sucht, andererseits in der Kunst der Montage. Durch Dekonstruktion des Mediums Films setzt er sich mit dessen Phänomenologie auseinander. Deutsch begann die Arbeit an seiner Film ist.-Reihe, die zu seinen Hauptwerken zählt, rund um das Jahr 1995 zum hundertjährigen Jubiläum der Cinématographe-Vorführungen der Brüder Lumière. Der Titel Film ist. ist eine Anspielung auf eine Frage des Filmtheoretikers André Bazin aus den 1950er Jahren: „Qu’est-ce que le cinéma?“ („Was ist Film?“) Deutsch beantwortet folglich eine berühmte Fragestellung aus der Geschichte der Filmtheorie mit dem Medium Film selbst. Das Material für seine Found-Footage-Filme bezieht er aus unterschiedlichen Gattungen und Epochen. Bei Film ist. 1–6 handelte es sich hauptsächlich um Wissenschafts-, Erziehungs- und Industriefilme. Damit bezieht sich Deutsch auf das wissenschaftliche Labor als erste Geburtsstätte des Kinos. Bei Film ist. 7–12 lag der Schwerpunkt auf Stummfilmen aus der Zeit vor 1920, als das Kino als Spektakel von Bedeutung war. Deutsch verweist damit auf den Jahrmarkt als die zweite Geburtsstätte des Kinos. Bei Film ist. a Girl & a Gun erweiterte sich der Fokus auf die ersten 45 Jahre der Filmgeschichte. Neben das Labor und den Jahrmarkt stellt Deutsch eine thematische Öffnung des Kinos hin zu Sexualität und Gewalt. In der Gesamtheit von Gustavs Deutschs Schaffen spielt die Wiedererlangung einer gesellschaftlichen Wirkung von Kunst eine wichtige Rolle. So bezog er beispielsweise bei der Gestaltung des Jardin de Wiltz, einer öffentlichen Parkanlage im luxemburgischen Wiltz, geistig behinderte Menschen mit ein.

### Filmografie
- 1977: Jugendzentrum / Per Albin Hansson Siedlung Ost
- 1981: Fulkur
- 1981: Rituale
- 1982: Asuma
- 1982: love my cow
- 1982: no answer
- 1982: Parasol
- 1982: Portraitskizzen
- 1982: Weinland/Himmelsfrieden
- 1983: The ceremony of the whirling dance
- 1983: As time goes by Maria/83
- 1984: As time goes by Maria/84
- 1984: Exercises aux baguette
- 1984: H. tanzt Daheim
- 1984: Listomist
- 1984: She
- 1984: Wossea Mtotom
- 1986: 3 min aus der Ewigkeit / Feuer
- 1986: 3 min aus der Ewigkeit / Meer
- 1986: The bruxelles trip
- 1986: H. tanzt bei H. K. 1
- 1986: H. tanzt im Luftbad 2
- 1986: Leo Africanus le voyageur
- 1986: Trepini da Treporti
- 1988: 100 Steine / 100 Schritte
- 1988: 360° v. l. n. r. tägl. 1.1. – 31.1.1988
- 1988: 3 min aus der Ewigkeit / Nachtgewitter
- 1988: Der Blaue Kompressor & Das Geschenk des Jahrhunderts
- 1988: Die Dame/Das Dromedar/Der Araber
- 1988: H. tanzt in der Wüste
- 1988: Non, je ne regrette rien (Der Himmel über Paris)
- 1988: Prince Albert fährt vorbei
- 1988: Walzer Nr. 18
- 1989: Das Blaue Zimmer – 48Std
- 1989: Kamelführer
- 1989: Kristallnacht / Maingas
- 1989: Kurzer unruhiger Schlaf
- 1989: Rocktiger
- 1989: Wege der Wüste I / Der Weg zum Jebel Grouz
- 1990: 100 Schritte tägl. 1.1. – 31.1.1990
- 1990: Adria Urlaubsfilme 1954–68 (Die Schule des Sehens I)
- 1990: Fenster nach Mekka 1 / Figuig
- 1990: Sa, 29. Juni / Arctic Circle
- 1990: Welt/Zeit 25812 min
- 1991: Fenster nach Mekka 2
- 1991: Feininger in Moskau
- 1991: H. isst Tiere 1 / Kücken
- 1991: H. isst Tiere 2 / Pinguin
- 1992: Internationaler Sendeschluss
- 1992: International Observations 1 – Paris / Monsieur Delouit
- 1992: Minutentagebuch 15.10.1992
- 1993: Augenzeugen der Fremde
- 1993: Greifzug
- 1993: H. isst Tiere 3 / Hase
- 1994: 55/95
- 1994: Am laufenden Band
- 1994: Fensterdschungel
- 1994: G. D. Architekt
- 1994: God is in the detail – Mies van der Rohe antwortet Frank Lloyd Wright
- 1994: H. isst Tiere 4 / Schwein
- 1994: Küchenbiotop
- 1994: Tanz des Lebens
- 1995: Film/Spricht/Viele/Sprachen
- 1995: Taschenkino
- 1996: Adria / life
- 1996: Film ist mehr als Film
- 1996: Mariage blanc
- 1996: No comment – minimundus AUSTRIA
- 1996: Taschenkino – Das Event
- 1996: Taschenkino – Der Katalog
- 1998: Alpenglühen / 10000 Watt – links
- 1998: Alpenglühen / 10000 Watt – rechts
- 1998: Film ist. 1–6
- 1999: K & K & K
- 1999: Tradition ist die Weitergabe des Feuers und nicht die Anbetung der Asche
- 2002: Film ist. 7–12
- 2003: Spectrum
- 2005: Tatort Migration 1–10
- 2005: Welt Spiegel Kino
- 2006: The Mozart-Minute: Die Mozarts
- 2009: Herzstark, Nitsche, Rauchfuss, Schmoll & Co
- 2009: Film ist. a Girl & a Gun
- 2010: Private Sandnes – a kinematographic atlas
- 2011: 60 Seconds of Solitude in Year Zero
- 2013: Shirley – Visionen der Realität (Shirley – Visions of Reality)
- 2016: Notes and Sketches I, 31 pocket films 2010–2015
- 2017: So Leben Wir – Botschaften an die Familie